# Португалов, Валентин Валентинович
Валентин Валентинович Португалов (1 июня 1913, Кунцево, Московская губерния (ныне — в черте Москвы) — 7 марта 1969, Москва) — русский советский поэт и переводчик, артист.

## Биография
Родился в семье крупного московского книгоиздателя Валентина Платоновича Португалова (1889—1917), владельца «Издательства В. П. Португалова» («Порывы»). Племянник музыкальных педагогов Витольда Португалова и Берты Рейнгбальд. Мать была учителем (умерла в 1943 году). После национализации в 1917 году издательство В. П. Португалова было преобразовано в издательство «Освобождённая Россия» и отец стал его сотрудником. Брат — советский гистолог и гистохимик, член-корреспондент АМН СССР Виктор Валентинович Португалов (1909—1982). Семья переехала в Кунцево из Ростова-на-Дону, где в 1880 году поселились его бабушка и дедушка — полтавские евреи Лея Лейбовна и Платон Гершевич (Григорьевич) Португаловы, и где дед открыл врачебную практику и вскоре стал заметным домовладельцем.
Отец, призванный в армию, погиб во время Гражданской войны, после чего Валентин беспризорничал, жил в детских домах.
В 1928 году окончил школу-семилетку. Начал работать на авиационном заводе № 22 в Филях (рабочий-станочник).
Поступил на учёбу в Государственные экспериментальные театральные мастерские имени Вс. Мейерхольда (1930). С 1931 года — в труппе Реалистического театра.
В 1934 году перешёл работать на радио, в сектор детского вещания. С 1936 года одновременно работал литсотрудником в газете «Политотделец» Московского речного пароходства.
В 1935 году поступил на второй курс незадолго перед тем основанного М. Горьким Литературного института, однокурсником был К. Симонов.
В 1937 году был арестован по обвинению в «участии в террористической группе молодых литераторов, разрабатывавших план покушения на товарища Сталина». В июле 1937 года был осуждён Особым совещанием НКВД СССР на пять лет исправительно-трудовых лагерей «за контрреволюционную агитацию». Срок отбывал в колымских лагерях, работал забойщиком, лесорубом, трактористом, горным мастером. В 1942 году был освобождён из заключения. Жил и работал в Магадане, актёр, затем — режиссёр Магаданского музыкально-драматического театра. Активно сотрудничал в Колымском радиокомитете, за что получил благодарность от начальника Дальстроя И. Ф. Никишова. В 1946 году в органы МВД попали написанные ещё в 1938 году стихи Португалова о испытанном им лагерном произволе. Был вторично осуждён на восемь (по другим сведениям — шесть) лет лишения свободы. Освободился 10 июня 1952 года. После освобождения работал на разных должностях в посёлках центральной Колымы, в 1955 году переехал в Ягодное, где стал художественным руководителем районного дома культуры.
8 октября 1956 года реабилитирован по обоим судимостям «за отсутствием состава преступления». В 1957 году вернулся в Магадан, стал работать старшим методистом областного Дома народного творчества. Руководил чукотско-эскимосским национальным ансамблем «Эргырон», отмеченным серебряной медалью на Всемирном фестивале молодёжи и студентов в Москве (1957). Составил около 30 репертуарных сборников для художественной самодеятельности, в том числе и на чукотском языке. Вместе с композитором Н. Харвой впервые собрал и издал чукотские и эскимосские песни и танцевальные мелодии в сборнике «Песни народов Севера» (Магадан, 1960). Много лет он собирал чукотский, эскимосский и эвенский фольклор, часто встречался с коренными жителями, беседовал с ними, записывал их рассказы и легенды, переводил на русский язык стихи и поэмы поэтов-аборигенов, в том числе первого эскимосского поэта Ю. Анко, а также В. Тымнетувге, А. Кымытваль, В. Кеулькута. В 1960 году издал первую книгу своих стихов. В 1962 году поэт по рекомендации К. М. Симонова был принят в члены Союза писателей СССР.
В 1963 году переехал в Москву, получил квартиру как реабилитированный. Преподавал на Высших литературных курсах, руководил кафедрой литературного мастерства.
Скоропостижно скончался 7 марта 1969 года. Похоронен на Ваганьковском кладбище.

## Оценки современников
…изящный, тонкий, красивый юноша, писавший тогда довольно вычурные, не нравившиеся мне стихи. <…> двадцать с лишним лет спустя <…> он приехал в Москву с Колымы, где сначала отбыл срок, а потом остался работать, собирал там фольклор, переводил, писал, приехал в Москву с книгой стихов — очень крепкий на вид, квадратный, бывалый человек <…> выпустил книгу стихов — мужественных, северных и по теме, и по звуку своему <…> умер рано, лет в пятьдесят. Видимо, всё-таки прожитая жизнь сделала своё дело, хотя он никогда ни на что не жаловался в разговорах (К. Симонов)

## Память
16 сентября 2016 года в посёлке Ягодное открыта мемориальная доска Португалову.